# 藏南槭
藏南槭（学名：Acer campbellii）为无患子科槭属的植物。分布于锡金以及中国大陆的西藏等地，生长于海拔2,500米至3,700米的地区，多生在混交林中，目前尚未由人工引种栽培。